# Майнаки, Рекси
Рекси Майнаки (род. 9 марта 1968 года) — индонезийский спортсмен, чемпион летних Олимпийских игр 1996 года по бадминтону в парном разряде.

## Спортивная карьера
В 1990-х годах Майнаки и его соотечественник Рикки Субагджа создали одну из самых успешных мужских пар в бадминтоне. Они выиграли более 30 международных титулов и хотя бы один раз становились чемпионами основных чемпионатов по бадминтону. Стали олимпийскими чемпионами на играх 1996 года в Атланте, чемпионами мира 1995 года в Лозанне и чемпионами открытого чемпионата Англии (1995 и 1996). Список побед включает в себя также победы на Гран-при (1992, 1994, 1996) и Кубке мира (1993, 1995, 1997), чемпионство Азиатских игр (1994, 1998), а также первенство на открытых чемпионатах Китая (1992), Индонезии (1993, 1994, 1998, 1999), Малайзии (1993, 1994, 1997), Кореи (1995, 1996) и Дании (1998).
На чемпионате мира 1997 года в Глазго стали бронзовыми призёрами. На Олимпийских играх 1992 и 2000 года выбыли из соревнований на стадии четвертьфиналов. Майнаки также выиграл Чемпионат Азии в 2000 году с другим напарником — Тони Гунаваном. В 1994, 1996, 1998 и 2000 годах, в составе мужской команды Индонезии, становился обладителем Кубка Томаса.
После завершения спортивной карьеры стал тренером. Тренировал в Англии, Филиппинах и больше 7 лет руководил национальной командой Малайзии. В 2012 году, вместе с другими прославленными индонезийскими бадминтонистами Суси Сусанти и его бывшим напарником Рикки Субагджа, присоединился к Федерации бадминтона Индонезии, где Майнаки стал руководителем федерации. В конце 2016 года покинул высокопоставленный пост, став тренером национальной сборной Таиланда.